# Darkslide
O Darkslide é uma manobra de skate em que o skatista inverte o carrinho e realiza um slide com a parte de cima do shape, ou seja, com a lixa. O atleta Rodney Mullen é creditado como sendo o criador desta manobra entre os anos 80 e 90.
Para se realizar um darkslide é necessário precisão, aplica-se um meio flip para encaixar um slide, porém com a superfície da lixa. Devido a essa característica, o darkslide é considerado uma manobra de difícil realização, considerando que slides não são fáceis de serem realizados, mesmo com a "barriga" do shape selada de vela, fica ainda mais difícil tendo que se realizar um meio flip e ainda deslizar com a lixa, a dificuldade é ainda aumentada pela necessidade de se manter sobre o board apoiado no seu verso e depois ainda aterrissar.
O darkslide é considerado por alguns uma manobra antiga e que perdeu popularidade, devido à composição mais porosa das lixas, o que dificulta a realização da manobra, e também pelas mudanças naturais que ocorrem no esporte.